# Horisme corticata
Horisme corticata is een vlinder uit de familie spanners (Geometridae). De wetenschappelijke naam is voor het eerst geldig gepubliceerd in 1835 door Treitschke.
De soort komt voor in Europa.